# هيروشي يوشيمورا
هيروشي يوشيمورا (باليابانية: 吉村弘؛ بالكانا: よしむら　ひろし) هو موسيقي وملحن ياباني، ولد في 22 أكتوبر 1940 في يوكوهاما في اليابان، وتوفي في 23 أكتوبر 2003 بسبب سرطان الجلد.

## وصلات خارجية
- هيروشي يوشيمورا على موقع ميوزك برينز (الإنجليزية)
- هيروشي يوشيمورا على موقع أول ميوزيك (الإنجليزية)
- هيروشي يوشيمورا على موقع ديسكوغز (الإنجليزية)